# Fotbal Club Olt Scorniceşti
Le FC Olt Scornicești était un club roumain de football basé à Scornicești, la ville natale de l'ex dictateur Nicolae Ceaușescu. 
En 1978, il est promu en Ligue B, après notamment une victoire 18-0 face à un club rival. La meilleure performance du club reste sa quatrième place acquise en Ligue A durant la saison 1981-82. 
L'équipe a toujours bénéficié de soutiens et d'arrangements officieux de la part des autorités locales par égard à Ceaușescu. Le club fut dissous en janvier 1990, moins d'un mois après la mort du dictateur.

## Historique
- 1972 : Fondation du club sous le nom de Viitorul Scornicești
- 1973 : Le club est renommé FC Olt Scornicești

## Palmarès
- Championnat de Roumanie de deuxième division
  - Champion : 1979

- Championnat de Roumanie de troisième division
  - Champion : 1978, 1991

## Anciens joueurs
- Ilie Balaci
- Ilie Bărbulescu
- Adrian Bumbescu
- Gheorghe Ceausila
- Niță Cireașă
- Ilie Dumitrescu
- Gheorghe Mihali
- Dorinel Munteanu
- Dan Petrescu
- Victor Pițurcă
- Marin Radu
- Dumitru Stângaciu